# Kispiac
Kispiac (szerbül Мале Пијаце / Male Pijace) falu Szerbiában, a Vajdaság északi részén, Magyarkanizsa község területén. Közigazgatásilag hozzá tartozik még Szalatornya (Stara Torina) is.

## Fekvése
A magyar-szerb határtól 10 km-re délre, Magyarkanizsától 10 km-re nyugatra, a Körös-ér bal partján terül el.

## Története

### A középkorban
Körös-Piac, avagy 1938-ban már véglegesen Kispiac, 1935-ig a legjobb térképeken se szerepelt. Ennek ellenére ősi, vérzivataros múltú települések kései örököse, amelynek emlékét már csak egy-egy névben őrzi a mai köztudat, és néma tanúként néhány ősi sír, amelyek közül az 1964-ben a Körös oldalon feltárt honfoglalás kori lelet a legjelesebb. A település első írásos említése 1211-ből való okirat, amely a jász és kun birtokok felosztásáról szól – ebben a Kanizsa melletti Pucsut földterületet is említik. I. Károly magyar király 1331-ben kelt oklevele pedig többek között Pusztaegyház néven említ egy települést Martonos és Ludas-puszta mellett – ez a település egybeesik a Pucs-puszta néven később is emlegetett területtel. A középkorban két falu is feltűnik ezen a változatos arculatú tájon. Először Puszta-Egyház, amely több évtizedes török uralom után 1590-ben is 22 adózó házzal bírt (Zenta viszont mindössze nyolccal). A török korszak végén Pusztaegyház, illetve Pucs teljesen elpusztult. Később mint pusztát Martonoshoz csatolták, ahol Felső-,és Alsópucs néven szerepelt.  Valamivel később jelenik meg Vastorok, Vastorka, de aztán a pusztulás, pusztaság vette át évszázados uralmát. Ezután több néven tűnik fel a falu: Puczai puszta, Pucsut, Pucs, majd Stara Torina, illetve Szalatornya. A másik név, a Vastorok több változata is ismert. Alsó- és Felső-Ostorakként, Ostoraként és végezetül Ostorkaként, Ustorkaként követhetjük „színeváltozását”, a névmagyarázat pedig szinte magától kínálkozott. „Olyan messzire esett mindentől, mint az ustor leghegye –  így lett Ustorka”.

### A mai falu létrejötte
Miután felszabadult a törökök alól a térség, 1640. augusztus 12-én a nádor a kun származású Boda Györgynek és Kún Mihálynak adományozza többek között e pusztát is, azon a címen, hogy azt a török előtt őseik is bírták. Alsópucs területén a Pucs nevet viselő halmok szomszédságában 1764-ben még álltak a település épületromjai. E térség a török előtt mint kun terület Csongrád, majd utána Bács-Bodrog megyéhez tartozott. A kiváltságokat élvező martonosi szerb határőr lakosság mellett – a nemességre emelt családoknak a Körös-patak kispiaci részén is voltak birtokaik – az 1750-es évek elején a magyar telepesek is megjelennek. Az Alsó-Pucs területén pedig a Pucs halmok szomszédságában a horgosi szállások alsó végénél is egyre többen telepedtek le. A Szeged-Alsóváros kirajzásakor, a földosztások idején, az 1860-as éveket követően kialakult az alsó-tanyarendszer. Így jöttek létre a tanyaközpontok, és végül a falvacskák, köztük a mai Kispiac is – valószínűleg nem kellett már áruértékesítésre távolabbi, nagyobb településekre utazniuk, kapott nevéből ítélve helyben is elpiacolták.

### 19–20. század
A tanyavilág tovább gyarapodik. A martonosi szállások, Kőröspart, Ostorak, Szalatornya nevekkel jelölt vidéken megjelenik az első iskola (1874-ben az Országúti iskola), egy nevezetes, a betyárok által is látogatott csárda, s a vidéket át-meg átszövő dűlőutak jelentősebbjeit tanyasorok ékesítik, s ezek már az eljövendő települések, tanyaközpontok csíráit rejtik magukban. A századforduló évtizedeiben, az árutermelés virágzásának kezdetekor, az egyre dinamikusabbá váló közlekedés révén az első műutak is megépülnek, és egyre döntőbbé válik a mai Kispiac területének kedvező helyzete, hogy a legkülönfélébb mezőgazdasági termelésre szakosodott települések középpontjában fekszik és kitűnő lehetőséget kínál a szabadkaiaknak, horgosiaknak, királyhalmiaknak, kanizsaiaknak, oromiaknak, a későbbi velebitieknek, oromhegyesieknek, csantavérieknek stb., hogy búzából, kukoricából, borból, gyümölcsből, jószágból mutatkozó több, néha természetben is a keresett árúra cseréljék.
A trianoni békeszerződésig Bács-Bodrog vármegye Zentai járásához tartozott, majd a Jugoszláv Királysághoz került.
1926-ban Werner Mihály plébános mivel különös figyelmet szentelt a tanyai hívek lelki életének ápolására, engedélyt kért és kapott az illetékes egyházi hatóságoktól misemondásra egy rögtönzött sátorban a tanyán. A káplán járt ki Kispiacra misézni havonta egyszer. Ugyanebben az évben az ő fáradozásának köszönve megszervezik a vikáriát Kispiacon. A későbbiekben mindent megtett annak érdekében, hogy felépülhessen a templom. Werner plébános közreműködésével 1927. június 23-án alakult meg a  Martonos-Körösparti Római Katolikus Hitközség. 1933-ban a tanyai miséket a Körösparti iskolában tartották, majd később a szorgalmas emberek önkéntes munkájával felépült a templom. A pezsdülő gazdasági élet hatalmas hetipiacokat tett szükségessé, amelyek a kocsmák, boltok (Ilija- kocsma, Kenyeres-kocsma, Goldstein) érdekövezetében, tulajdonosaiknak a martonosi bírókra és községi atyákra gyakorolt váltakozó anyagi befolyásának megfelelően a mai Kossuth Lajos utcának hol az egyik, hol a másik végén, hol pedig az országút mellett látszottak célszerűnek. Eszerint a nevük is hol Gonszter-piac volt, hol pedig teljesen más. Egészen a század közepéig nagy és kis piacok jelentős színhelyeként tartották számon. Egy kiemelkedő gazdasági tevékenység vonzza a másikat is: fellendült a szőlészet, földművelés, rideg állattartás, a Körösön a gazdasági halászat, a háziipar, és főleg a Martonosról származó kosárfonás is virágzott. A környező települések közvetlen szomszédsága azonban a haszon mellett károsan is hatott. Kispiac önálló faluként sehogy sem tudott lábra állni.
1941–44 között ismét Magyarországhoz tartozott. A II. világháborút követően az új jugoszláv államhatalom a Felső-Pucs területén, annak betelepült részét Nosza névre keresztelte. A falu elmaradottsága csak az 1950-es, 1960-as években tűnt el igazán: a villanyárammal, műúttal, az erősödő iskolahálózattal és öntevékeny kulturális élettel, majd az egészségház, a művelődési otthon megépítésével, a horgosi Bácska MIK helyi részlegének terebélyesedésével.

## Népesség

### A lélekszám alakulása
| 1948 | 1953 | 1961 | 1971 | 1981 | 1991 | 2002 | 2011 |
| ---- | ---- | ---- | ---- | ---- | ---- | ---- | ---- |
| 2763 | 2694 | 2539 | 2402 | 2336 | 2144 | 1988 | 1811 |

### Etnikai összetétel
A falu lakóinak nagy többsége magyar nemzetiségű.